# Lycianthes pilifera
Lycianthes pilifera là loài thực vật có hoa trong họ Cà. Loài này được (Benth.) Bitter mô tả khoa học đầu tiên năm 1919.